# Энергетика Белгородской области
Энергетика Белгородской области — сектор экономики региона, обеспечивающий производство, транспортировку и сбыт электрической и тепловой энергии. По состоянию на декабрь 2020 года, на территории Белгородской области эксплуатировались 13 электростанций общей мощностью 255,3 МВт, в том числе одна ветроэлектростанция, одна солнечная электростанция, две биогазовые электростанции и девять тепловых электростанций. В 2019 году они произвели 829,2 млн кВт·ч электроэнергии.

## История
Первая электростанция в Белгороде была построена в 1911 году, она обеспечивала электроэнергией более 1000 абонентов и просуществовала до 1923 года, когда была уничтожена пожаром. Вместо нее в 1924 году была пущена новая электростанция мощностью 150 кВт, кроме того, в 1922 году в Белгороде была построена ещё одна электростанция, обеспечивающая нужды железной дороги, мощностью 183 кВт. В 1912 году электростанция начала работу в Валуйках, в состав ее оборудования входили локомобиль мощностью 70 л.с и два генератора мощностью 56 кВт и 75 кВт. Эта электростанция обеспечивала работу элеватора. В 1923 году в Валуйках была пущена городская электростанция, строительство которой было начато ещё до Октябрьской революции.
Первой крупной электростанцией на территории региона стала Белгородская ЦЭС (ныне Белгородская ТЭЦ). Её строительство было предусмотрено планом ГОЭЛРО, но началось лишь в 1934 году. Первый турбоагрегат мощностью 1,6 МВт был пущен в 1938 году, второй мощностью 3,5 МВт — в 1939 году. В 1941 году оборудование станции было эвакуировано, а сооружения взорваны отступавшими советскими войсками. В 1943 году, после освобождения Белгорода, начинается восстановление Белгородской ЦЭС, первый турбоагрегат был вновь введён в работу в 1945 году. В дальнейшем станция неоднократно расширялась, к концу 1950-х годов её мощность достигла 30 МВт, в 1958 году Белгородская ЦЭС была переведена на природный газ, а в 1965 году станция начала вырабатывать не только электроэнергию, но и тепло и была переименована в Белгородскую ТЭЦ.
В 1951 году было принято решение о строительстве Губкинской ТЭЦ, предназначенной для энергоснабжения предприятий по добыче железной руды. Первая очередь станции мощностью 12 МВт была введена в эксплуатацию в декабре 1954 года. В дальнейшем Губкинская ТЭЦ неоднократно расширялась, достигнув к 1959 году мощности 61 МВт. В 1959 году со строительства ВЛ 110 кВ Харьков — Белгород начался процесс присоединения региона к формирующейся единой энергосистеме СССР. В 1961 году на базе Белгородской ЦЭС, Губкинской ТЭЦ и электрических сетей было создано районное энергетическое управление «Белгородэнерго». Начался активный процесс присоединения к централизованному энергоснабжению сельских районов, завершённый в 1974 году.
Новые электростанции в Белгородской области, после долгого перерыва, начали строить уже в 2000-х годах. В 2004 году в Белгороде была введена в эксплуатацию первая газотурбинная электростанция региона, Мичуринская ГТ ТЭЦ мощностью 36 МВт, в 2005 году к ней добавилась ГТ ТЭЦ «Луч» мощностью 60 МВт. В 2007 году была полностью реконструирована Белгородская ТЭЦ, трансформированная из паротурбинной электростанции в газотурбинную ТЭЦ, с выводом из эксплуатации изношенного оборудования и строительством двух новых энергоблоков.
С 2010 года начинается развитие в Белгородской области возобновляемой энергетики, представленной несколькими небольшими проектами, реализованными агропромышленным холдингом «Агро-Белогорье». В этом году вводятся в эксплуатацию солнечная и ветровая электростанции в Яковлевском городском округе, в 2012 году начали работу биогазовые электростанции «Лучки» и «Байцуры», первые промышленные объекты биоэнергетики в России.

## Генерация электроэнергии
По состоянию на декабрь 2020 года, на территории Белгородской области эксплуатировались 13 электростанций, общей мощностью 255,3 МВт. В их числе одна ветроэлектростанция и одна солнечная электростанция, расположенные в Яковлевском городском округе, две биогазовые электростанции — «Лучки» и «Байцуры», а также восемь тепловых электростанций — Белгородская ТЭЦ, ГТ ТЭЦ «Луч», Губкинская ТЭЦ, Мичуринская ГТ ТЭЦ и пять блок-станций сахарных заводов.

### Белгородская ТЭЦ
Расположена в г. Белгороде, один из основных источников теплоснабжения города. Газотурбинная теплоэлектроцентраль, в качестве топлива использует природный газ. Турбоагрегаты введены в эксплуатацию в 2007 году, при этом сама станция эксплуатируется с 1938 года, являясь старейшей электростанцией региона. Установленная электрическая мощность станции — 60 МВт, тепловая мощность — 360,4 Гкал/час. Фактическая выработка электроэнергии в 2019 году — 352,5 млн кВт·ч. Оборудование станции включает в себя две газотурбинные установки мощностью по 30 МВт, два котла-утилизатора, четыре паровых котла и четыре водогрейных котла. Принадлежит ПАО «Квадра».

### ГТ ТЭЦ «Луч»
Расположена в г. Белгороде, один из источников теплоснабжения города. Газотурбинная теплоэлектроцентраль, в качестве топлива использует природный газ. Эксплуатируется с 2005 года. Установленная электрическая мощность станции — 60 МВт, тепловая мощность — 62,4 Гкал/час. Фактическая выработка электроэнергии в 2019 году — 252,9 млн кВт·ч. Оборудование станции включает в себя две газотурбинные установки мощностью по 30 МВт и два котла-утилизатора. Принадлежит ПАО «Квадра».

### Губкинская ТЭЦ
Расположена в г. Губкине, один из источников теплоснабжения города. Паротурбинная теплоэлектроцентраль, в качестве топлива использует природный газ. Турбоагрегаты станции введены в эксплуатацию в 1954—1958 годах. Установленная электрическая мощность станции — 29 МВт, тепловая мощность — 148 Гкал/час. Фактическая выработка электроэнергии в 2019 году — 78,6 млн кВт·ч. Оборудование станции включает в себя три турбоагрегата, два мощностью по 10 МВт и один мощностью 9 МВт, а также шесть котлоагрегатов. Принадлежит ПАО «Квадра».

### Мичуринская ГТ ТЭЦ
Расположена в г. Белгороде, обеспечивает теплоснабжением производственные мощности ООО «Белэнергомаш-БЗЭМ». Газотурбинная теплоэлектроцентраль, в качестве топлива использует природный газ. Эксплуатируется с 2004 года. Установленная электрическая мощность станции — 36 МВт, тепловая мощность — 80 Гкал/час. Фактическая выработка электроэнергии в 2019 году — 68,7 млн кВт·ч. Оборудование станции включает в себя четыре газотурбинные установки мощностью по 9 МВт и четыре котла-утилизатора. Принадлежит АО «ГТ Энерго».

### Электростанции промышленных предприятий
В Белгородской области эксплуатируется пять электростанций промышленных предприятий (блок-станций), обеспечивающих энергоснабжение сахарных заводов. Конструктивно они представляют собой паротурбинные теплоэлектроцентрали, работающие на природном газе:
- ТЭЦ ООО «Русагро — Белгород» — расположена в г. Валуйки. Мощность станции — 18 МВт, фактическая выработка электроэнергии в 2019 году — 14,2 млн кВт·ч. Оборудование станции включает в себя два турбоагрегата мощностью 12 МВт и 6 МВт;
- ТЭЦ ООО «Дмитротарановский сахарный завод» — расположена в Белгородском районе. Мощность станции — 12 МВт, фактическая выработка электроэнергии в 2019 году — 19,6 млн кВт·ч. Оборудование станции включает в себя два турбоагрегата мощностью по 6 МВт;
- ТЭЦ ООО «Русагро — Белгород» — Филиал «Ника» — расположена в Волоконовском районе. Мощность станции — 12 МВт, фактическая выработка электроэнергии в 2019 году — 18,6 млн кВт·ч. Оборудование станции включает в себя два турбоагрегата мощностью по 6 МВт;
- ТЭЦ ООО «Краснояружский сахарник» — расположена в расположена в п. Красная Яруга Краснояружского района. Мощность станции — 12 МВт, фактическая выработка электроэнергии в 2019 году — 13,8 млн кВт·ч. Оборудование станции включает в себя два турбоагрегата мощностью по 6 МВт;
- ТЭЦ АО «Сахарный комбинат Большевик» — расположена в расположена в Грайворонском районе. Мощность станции — 12 МВт, фактическая выработка электроэнергии в 2019 году — 10,4 млн кВт·ч. Оборудование станции включает в себя два турбоагрегата мощностью по 6 МВт.

### ВЭС в Яковлевском городском округе
Введена в эксплуатацию в 2010 году. Мощность — 0,1 МВт, состоит из пяти ветроустановок. Собственник — ООО «АльтЭнерго».

### СЭС в Яковлевском городском округе
Введена в эксплуатацию в 2010 году. Мощность — 0,1 МВт, состоит из 1320 фотоэлектрических модулей. Собственник — ООО «АльтЭнерго».

### БГС «Лучки»
Расположена в селе Лучки Прохоровского района. Биогазовая теплоэлектроцентраль, использует отходы свиноводческих комплексов. Введена в эксплуатацию в 2012 году, в 2015 году мощность станции была увеличена. Мощность — 3,6 МВт, состоит из трёх энергоблоков. Собственник — ООО «АльтЭнерго».

### БГС «Байцуры»
Расположена в селе Байцуры Борисовского района. Биогазовая теплоэлектроцентраль, использует органические отходы, отходы свиноводческих комплексов, сахарного и пищевых производств. Введена в эксплуатацию в 2012 году, является первой промышленной биогазовой электростанцией в России. Мощность — 0,5 МВт, проектная выработка электроэнергии — 3,7 млн кВт·ч. Собственник — ООО «Региональная Энергетическая Компания».

## Потребление электроэнергии
Потребление электроэнергии в Белгородской области (с учётом потребления на собственные нужды электростанций и потерь в сетях) в 2019 году составило 15 940 млн кВт·ч, максимум нагрузки — 2214 МВт. Таким образом, Белгородская область является энергодефицитным регионом, дефицит покрывается перетоками из соседних регионов. В структуре потребления электроэнергии в регионе по состоянию на 2019 год лидируют добыча полезных ископаемых — 33 %, обрабатывающие производства — 33 %, потребление населением составляет 9 %. Крупнейшие потребители электроэнергии (по итогам 2019 года): Оскольский электрометаллургический комбинат — 3643 млн кВт·ч, Лебединский ГОК — 3568 млн кВт·ч, Стойленский ГОК — 1514 млн кВт·ч. Функции гарантирующего поставщика электроэнергии выполняет АО «Белгородэнергосбыт».

## Электросетевой комплекс
Энергосистема Белгородской области входит в ЕЭС России, являясь частью Объединённой энергосистемы Центра, находится в операционной зоне филиала АО «СО ЕЭС» — «Региональное диспетчерское управление энергосистем Курской, Орловской и Белгородской областей» (Курское РДУ). Энергосистема региона связана с энергосистемами Курской области по одной ВЛ 750 кВ, одной ВЛ 330 кВ и четырём ВЛ 110 кВ, Воронежской области по двум ВЛ 500 кВ, одной ВЛ 330 кВ, одной ВЛ 220 кВ и двум ВЛ 110 кВ, Украины по трём ВЛ 330 кВ.
Общая протяженность линий электропередачи напряжением 110—750 кВ составляет 3873 км, в том числе линий электропередачи напряжением 750 кВ — 60,8 км, 500 кВ — 71,5 км, 330 кВ — 746,5 км, 220 кВ — 49,4 км, 110 кВ — 2944,8 км. Магистральные линии электропередачи напряжением 220—750 кВ эксплуатируются филиалом ПАО «ФСК ЕЭС» — «Чернозёмное ПМЭС» (кроме нескольких ВЛ 330 кВ общей длиной 54,6 км, эксплуатируемых АО «Лебединский ГОК»), распределительные сети напряжением 110 кВ и ниже — филиалом ПАО «МРСК Центра» — «Белгородэнерго» (в основном) и территориальными сетевыми организациями.